# 夏普斯堡 (密蘇里州)
夏普斯堡（英語：Sharpsburg）是位於美國密蘇里州馬里昂縣的非建制地區。

## 地理
夏普斯堡所處的海拔為高於海平面208米（即682英呎），而該地所採用的時區為UTC-6，即北美中部時區（CST）。同時該地設有夏令時間，為UTC-6調快一小時，即UTC-5（CDT）。